# Menola
Menola (znanstveno ime Spicara smaris) je morska riba iz družine Centracanthidae.
Menola ima srebrnkasto ovalno podolgovato telo, na bokih pa se ima značilno temno pego kvadrataste oblike. Med parjenjem se samcem po telesu pojavijo modrozelene fluorescentne maroge. Običajno menole zrastejo v dolžino do 20 cm, značilno zanje pa je, da s starostjo menjajo spol. Mladice so vse samice, ko dosežejo določeno velikost, pa postanejo samci. Menole se hranijo s planktonom, pa tudi z ostalimi drobnimi morskimi organizmi. Običajno se zadržujejo v obalnem pasu, najdemo pa jih do 330 metrov globoko.

## Razširjenost
Menola je razširjena ob obalah vzhodnega Atlantika, od Portugalske do Maroka ter okoli Madeire in Kanarskih otokov. Razširjena je tudi po celem Sredozemlju ter v Črnem in Azovskem morju .